# Équipe de Tunisie de football en 1982
L'équipe de Tunisie de football connaît en 1982 une année difficile, en n'enregistrant que deux victoires en matchs amicaux, contre des équipes qui sont alors en construction, et en connaissant une participation catastrophique en coupe d'Afrique des nations, avec une attaque indigente.

## Matchs

### Rencontres internationales
| Date             | Stade                                | Adversaire              | Score                  | Comp | Buteurs tunisiens            |
| 7 février 1982   | Stade olympique d'El Menzah, Tunisie | Algérie                 | 0-1                    | A    |                              |
| 5 mars 1982      | Tripoli, Libye                       | Cameroun                | 1-1                    | CAN  | K. Gabsi 49e                 |
| 9 mars 1982      | Tripoli, Libye                       | Libye                   | 0-2                    | CAN  |                              |
| 12 mars 1982     | Tripoli, Libye                       | Ghana                   | 0-1                    | CAN  |                              |
| 27 avril 1982    | Sofia, Bulgarie                      | Bulgarie (espoirs)      | 0-2                    | A    |                              |
| 23 juin 1982     | Hammam Lif, Tunisie                  | Chine                   | 1-0                    | A    | Marrouki 14e                 |
| 26 juin 1982     | Stade olympique d'El Menzah, Tunisie | Chine                   | 1-2 (match interrompu) | A    | El Fahem 59e                 |
| 24 novembre 1982 | Stade olympique d'El Menzah, Tunisie | Yougoslavie (olympique) | 0-0                    | A    |                              |
| 8 décembre 1982  | Stade olympique d'El Menzah, Tunisie | Angola                  | 3-1                    | A    | Hergal 46e, El Fahem 60e 69e |
| 19 décembre 1982 | Stade olympique d'El Menzah, Tunisie | Algérie                 | 0-1                    | A    |                              |

### Matchs de préparation
| Date            | Stade                      | Adversaire                   | Score | Comp | Buteurs tunisiens |
| 24 février 1982 | Rome, Italie               | Sélection de Rome ( Italie)  | 1-1   | A    | Chargui           |
| 23 octobre 1982 | Stoke-on-Trent, Angleterre | Stocke City FC ( Angleterre) | 1-1   | A    |                   |
| 31 octobre 1982 | Auxerre, France            | AJ Auxerre ( France)         | 0-1   | A    |                   |

## Sources
- Mohamed Kilani, « Équipe de Tunisie : les rencontres internationales », Guide-Foot 2010-2011, éd. Imprimerie des Champs-Élysées, Tunis, 2010
- Béchir et Abdessattar Latrech, 40 ans de foot en Tunisie, vol. 1, chapitres VII-IX, éd. Société graphique d'édition et de presse, Tunis, 1995, p. 99-176